# Ziegelberg (Vogelschutzgebiet)
Das Gebiet Ziegelberg ist ein 2007 eingerichtetes und mit Verordnung vom 5. Februar 2010 durch das Ministerium für Ernährung und Ländlichen Raum festgelegtes Europäisches Vogelschutzgebiet (Schutzgebietskennung DE-7418-401) im baden-württembergischen Landkreis Calw in Deutschland.

## Lage
Das rund 56 Hektar große Vogelschutzgebiet „Ziegelberg“ erstreckt sich rund 1,8 Kilometer südöstlich der Nagolder Stadtmitte, östlich des Stadtteils Iselshausen und auf einer durchschnittlichen Höhe von 480 m ü. NHN.

## Beschreibung
Beschrieben wird das Schutzgebiet „Ziegelberg“ als „naturnahe, reich strukturierte Landschaft mit Trockengebietstypen, Heckenkomplexen, einem Steinbruch mit offenen Felswänden, Pionierstandorten, Fichten-Kiefern-Mischbeständen sowie extensiv genutzten Offenlandbereichen“.

### Bedeutung
Im Vogelschutzgebiet „Ziegelberg“ gibt es regelmäßige Brutvorkommen von Wanderfalken.

### Lebensraumklassen
|                                                                 |                                                                 |  |      |      |
| Nichtwaldgebiete mit hölzernen Pflanzen, Gestrüpp usw.          | Nichtwaldgebiete mit hölzernen Pflanzen, Gestrüpp usw.          |  | 2 %  | 2 %  |
| Laubwald                                                        | Laubwald                                                        |  | 1 %  | 1 %  |
| Mischwald                                                       | Mischwald                                                       |  | 4 %  | 4 %  |
| Nadelwald                                                       | Nadelwald                                                       |  | 68 % | 68 % |
| Trockengelegtes Grünland                                        | Trockengelegtes Grünland                                        |  | 14 % | 14 % |
| Heide, Steppe, Trockenrasen                                     | Heide, Steppe, Trockenrasen                                     |  | 8 %  | 8 %  |
| Binnenlandfelsen, Geröll- und Schutthalden, Sandflächen         | Binnenlandfelsen, Geröll- und Schutthalden, Sandflächen         |  | 2 %  | 2 %  |
| Sonstiges (Städte, Straßen, Deponien, Gruben, Industriegebiete) | Sonstiges (Städte, Straßen, Deponien, Gruben, Industriegebiete) |  | 1 %  | 1 %  |
|                                                                 |                                                                 |  |      |      |

## Schutzzweck
Die gebietsbezogenen Erhaltungsziele sind je nach Art unterschiedlich beschrieben:

### Brutvögel
Brutvogelarten, die im Anhang I der Vogelschutzrichtlinie aufgelistet und für die in ganz Europa besondere Maßnahmen anzuwenden sind. In diese Kategorie fallen in Baden-Württemberg insgesamt 39 Arten. Im Schutzgebiet „Ziegelberg“ ist lediglich eine Art nachgewiesen.

#### Wanderfalke (Falco peregrinus)

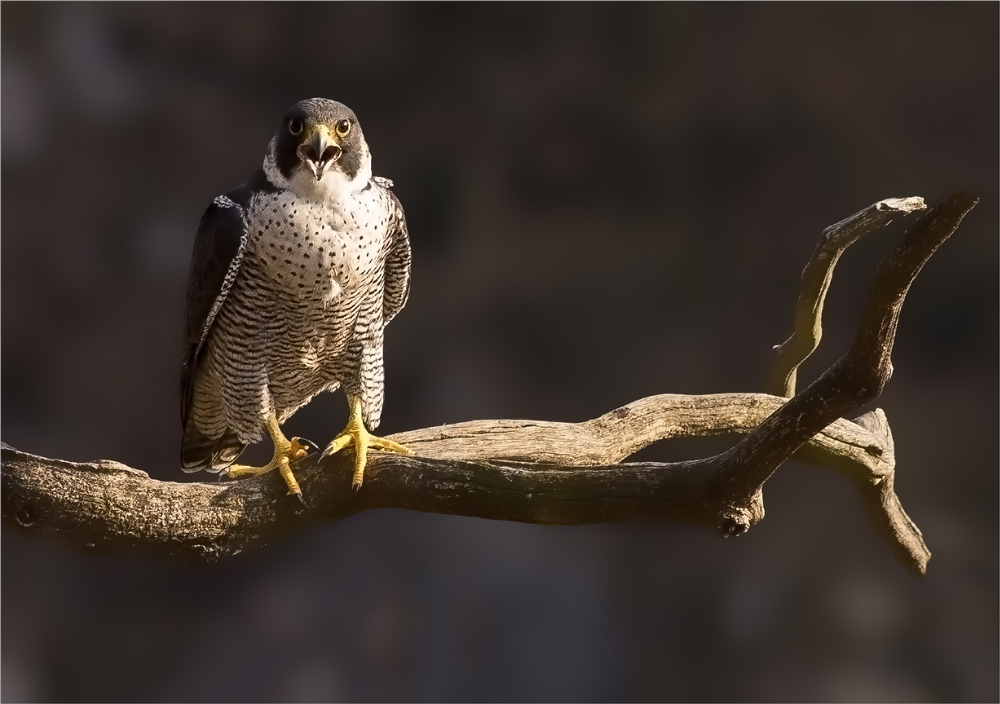
Wanderfalke

Erhaltung der offenen Felswände und von Steinbrüchen jeweils mit Höhlen, Nischen und Felsbändern, Erhaltung der Lebensräume ohne Gefahrenquellen wie nicht vogelsichere Freileitungen und ungesicherte Schornsteine sowie Erhaltung störungsfreier oder zumindest störungsarmer Fortpflanzungsstätten während der Fortpflanzung in der Zeit vom 15. Februar bis 30. Juli.

### Zugvögel
Weitere, nicht in Anhang I aufgelistete Zugvogelarten, die im Land brüten und für die Schutzgebiete ausgewählt wurden. In diese Kategorie fallen in Baden-Württemberg insgesamt 36 Arten. Im Schutzgebiet „Ziegelberg“ ist keine Art nachgewiesen.